# Río Oirá
El río Oirá es un cuerpo de agua colombo-venezolano que durante un tramo forma parte de la frontera entre ambos países. Parte de su recorrido se ubica en el Estado Apure (Venezuela), donde desemboca en el río Sarare, y su nacimiento en el departamento de Norte de Santander (Colombia), en la parte norte del país, a 400 km al noreste de Bogotá. El río Oirá es parte de la cuenca del río Orinoco.